# رقمة حادة القرون
الرقمة حادة القرون (باللاتينية: Erodium oxyrhynchum) نوع نباتي يتبع جنس الرقمة من الفصيلة الغرنوقية.

## الموئل والانتشار
موطنها بلاد الشام ومصر وتركيا والقوقاز.

## مرادفات للاسم العلمي
- (باللاتينية: Erodium bryoniifolium Boiss.)
- (باللاتينية: Erodium oxyrhynchum subsp. bryoniifolium (Boiss.) Schönb.-Tem.)